# Волоконница похожая
Волоконница похожая (лат. Inócybe assimiláta) — вид грибов, входящий в род Волоконница (Inocybe) семейства Волоконницевые (Inocybaceae).

## Таксономия
Синонимы:
- Agaricus assimilatus Britzelm., 1881
- Inocybe umbrina Bres., 1884

## Описание
- Шляпка 1—4 см в диаметре, у молодых грибов широко-конической или колокольчатой формы, затем раскрывающаяся до широко-выпуклой, с бугорком в центре, волокнистая, сухая, у некоторых экземпляров покрытая чешуйками, бурого или чёрно-бурого цвета. Край шляпки сначала подвёрнут, затем приподнят.
- Мякоть желтоватого или беловатого цвета, с неприятным земляным запахом.
- Гименофор пластинчатый, пластинки узко-приросшие к ножке, часто расположенные, сначала кремового, затем красно-бурого цвета, с более светлыми, слабо зубчатыми краями. Кроме пластинок имеются также многочисленные пластиночки.
- Ножка 2—6 см длиной и 0,2—0,6 см толщиной, одного цвета со шляпкой, в верхней части с мучнистым налётом, у старых грибов полая, с обычно белым клубневидным утолщением в основании. Частное покрывало белое, быстро исчезающее.
- Споровый порошок тёмно-бурого цвета. Споры 6—10×4—7 мкм, светло-коричневого цвета, неровные, угловатые. Базидии четырёхспоровые, 23—25×8—10 мкм. Хейлоцистиды и плевроцистиды 45—60×11—18 мкм, различной формы, в частности веретеновидные, цилиндрический и булавовидные.

Токсические свойства гриба не изучены.

## Ареал и экология
Широко распространена в Европе, Азии, Северной Америке. Произрастает одиночно или небольшими группами, в хвойных и смешанных лесах.